# Kuala Selangor
Kuala Selangor est une ville du Selangor en Malaisie.